# Imre Thököly
Imre Thököly de Késmárk (Kežmarok, húngaro: Késmárk na Hungria Real, atual Eslováquia, 25 de setembro de 1657 — Nicomedia, turco: Izmit, Turquia, 13 de setembro de 1705); também: Thököly/Tököly/Tökölli Imre em húngaro; Imrich Tököli em eslovaco; Emericq Thököly de acordo com suas assinaturas mais freqüentes; foi um estadista, líder de uma revolta contra os Habsburgos e Príncipe da Transilvânia.

## Juventude
Thököly perdeu seus pais ainda quando criança. Ele estudou no colégio luterano em Prešov (húngaro: Eperjes) no tempo em que os rebeldes anti-Habsburgos e os protestantes estavam constantemente em luta contra as tropas imperiais na Hungria Superior (atualmente Eslováquia Oriental). Em dezembro de 1670, quando seu pai Estevão Thököly (húngaro: Thököly István), um participante da Conspiração Wesselényi contra os Habsburgos, foi morto pelas tropas imperiais quando protegia seu castelo em Orava (húngaro: Árva, agora no norte da Eslováquia), ele fugiu para a Transilvânia, onde se refugiou com seu parente Miguel Teleki, o ministro chefe de Miguel Apafi, príncipe da Transilvânia. Ali, Thököly entrou em contato com os refugiados da Hungria Real (mais precisamente, a atual Eslováquia), que depositaram nele grandes esperanças por sua origem nobre e por se mostrar um jovem de grande talento, que assim como eles havia sofrido perseguição e tinha perdido grande parte de suas propriedades no confisco realizado pelo Imperador. O descontentamento chegou ao seu ponto máximo quando o Imperador Leopoldo I da Germânia em 27 de fevereiro de 1673 suspendeu a constituição húngara, designou o ditador Johan Caspar Ampringen para governá-los, destituiu 450 clérigos protestantes de suas funções e condenou outros 67 às galés.

## Rei da Hungria Superior
Encorajados pelas promessas de ajuda de Luís XIV da França, os rebeldes anti-Habsburgo pegaram em armas "pro libertate et justilia", e escolheram o jovem Thököly como seu líder. A guerra começou em 1678. A Eslováquia Oriental e as cidades de mineração da Eslováquia Central logo caíram na posse de Thököly. Em 1681, reforçado por 10 000 homens da Transilvânia e um exército turco sob o comando do Paxá de Oradea (em húngaro: Nagyvárad, hoje pertencente à Romênia), ele forçou o Imperador a assinar um armistício. Em junho de 1682 ele casou-se com a condessa Jelena Zrinski (em húngaro: Zrínyi Ilona), a viúva do Príncipe Francisco I Rákóczi. A desconfiança de Thököly no Imperador o levou a ajudar o Sultão Maomé IV, o Caçador, que o reconheceu como Rei da Hungria Superior (turco: Orta Madjar; que compunha a Eslováquia Oriental e partes do nordeste da atual Hungria) com a condição de que ele pagasse um imposto anual de 40 000 tallers. No decorrer do mesmo ano Thököly capturou fortificações do Imperador e estendeu seu domínio até o rio Váh. Nas duas dietas dirigidas por ele, em Košice (húngaro: Kassa) e em Tállya, em 1683, os membros participantes, apesar de demonstrarem querer confiar nele, temiam que a aliança com os turcos pudesse sacrificar a independência nacional. Eles recusaram lhe conceder subsídios ou uma quantia em dinheiro, e ele teve que tomar o que precisou à força.

## Conseqüências da Batalha de Viena
Thököly ajudou os turcos materialmente na batalha de Viena de 1683 e compartilhou o destino do gigantesco exército turco. O Grão-vizir turco pôs a culpa da derrota em Viena em Thököly, que logo se apressou em ir até Edirne para se defender diante do Sultão turco. Logo a seguir, percebendo que a causa turca estava agora perdida, ele buscou a mediação do rei polonês Jan III Sobieski para reconciliá-lo com o Imperador, oferecendo para depor suas armas caso o Imperador confirmasse o direito religioso dos protestantes na Hungria e concedesse a ele, Thököly, a Hungria Superior (mais precisamente: 13 condados a nordeste da Hungria Real) com o título de príncipe. Leopoldo não aceitou esses termos e exigiu uma rendição incondicional. Thököly então retomou a guerra. Mas a campanha de 1685 foi uma série de desastres e quando ele buscou a ajuda dos turcos em Oradea eles o prenderam e o enviaram para Edirne (provavelmente devido a sua prévia negociação com Leopoldo), a maioria dos seus seguidores acabou fazendo as pazes com o Imperador.
Em 1686 Thököly foi libertado de sua prisão e enviado com um pequeno exército pra a Transilvânia, mas esta expedição e uma similar em 1688 terminaram em fracasso. Cresceram então as suspeitas turcas sobre ele e Thököly foi feito prisioneiro pela segunda vez. Em 1690, entretanto, os turcos o despacharam para a Transilvânia uma terceira vez com 16 000 homens e em setembro ele derrotou as forças conjuntas do General Heister e do Conde Mihály Teleki em Zernyest. Depois desta grande vitória, Thököly foi eleito príncipe da Transilvânia pela Dieta Keresztenymez, mas somente conseguiu manter sua posição contra os exércitos imperiais com extrema dificuldade. Em 1691 ele abriu mão de vez da Transilvânia. Ele comandou a cavalaria turca na Batalha de Slankamen e serviu bravamente, mas com muita vaidade contra a Áustria durante o resto da guerra, especialmente se destacando na Batalha de Zenta (1697).
Seu nome foi retirado da lista de promessa de anistia aos rebeldes húngaros no Tratado de Karlowitz (26 de janeiro de 1699). Depois de várias tentativas sem sucesso, em 1700, para recuperar seu principado, ele se estabeleceu em Galata (próximo a Istambul) com sua esposa. Do Sultão Mustafá II ele recebeu grandes propriedades e o título de conde de Widdin. Morreu em 1705 em Nicomedia.